# Archaeocuma peruanum
Archaeocuma peruanum är en kräftdjursart som beskrevs av Mihai Bacescu 1972. Archaeocuma peruanum ingår i släktet Archaeocuma och familjen Lampropidae. Inga underarter finns listade i Catalogue of Life.